# Oh My Venus
Oh My Venus (en hangul, 오 마이 비너스) es una serie de televisión surcoreana de comedia romántica emitida originalmente durante 2015 acerca de un romance entre un entrenador personal y una abogada de 33 años con problemas de sobrepeso.
Es protagonizada por So Ji Sub y Shin Min Ah. Fue transmitida por KBS 2TV desde el 16 de noviembre de 2015 hasta el 5 de enero de 2016, finalizando con una longitud de 16 episodios emitidos cada lunes y martes a las 21:55 (KST).

## Argumento
Kim Young-ho es un entrenador personal para las estrellas de Hollywood. A pesar de la riqueza de su familia, Young-ho sufrió una lesión devastadora en su infancia, pero él cree que cualquier problema puede ser superado por la paciencia y determinación. Kang Joo-eun fue una chica ulzzang en su adolescencia, afamada por su cara bonita y una figura envidiable.
Ahora Joo-eun, convertida en una abogada de 33 años de edad, ha ganado mucho peso desde entonces. Después de ser abandonada por su novio y de ser informada por su médico que tiene problemas de salud, Joo-eun contrata a Young Ho con el desafío de ponerse a dieta y perder peso. A medida que trabajan en su transformación física, que se curen las heridas emocionales de los demás y se enamoran.

## Reparto

### Personajes principales
- So Ji-seop como Kim Young-ho / John Kim.
- Shin Min-ah como Kang Joo-eun.
- Jung Gyu-woon como Im Woo-shik.[4]
- Yoo In-young como Oh Soo-jin.

### Personajes secundarios
Familia de Young-ho
- Ban Hyo-jung como Lee Hong-rim.
- Choi Il-hwa como Kim Sung-cheol.
- Jin Kyung como Choi Hye-ran.
- Lee Seung-ho como Kim Young-joon.
- Kim Jung-tae como Choi Nam-cheol.

Familia de Joo-eun
- Kwon Ki-sun como Kwon Ok-boon.
- Ahn Ji-hoon como Kang Jae-hyuk.

Relacionados con Young-ho
- Sung Hoon como Jang Joon-sung.
- Henry Lau como Kim Ji-woong.
- Choi Jin-ho como Min Byung-wook.

Relacionados con Joo-eun
- Cho Eun-ji como Lee Hyun-woo.
- Song Yoo-ha como PD Ko.
- Kwon Soon-joon como Ko Min-joon.

Oficina de abogados
- Kim Jung-seok como Manager.
- Hong Yoon-hwa como Cho Hyun-jung.

### Otros personajes
- Jung Hye-sung como Jang Yi-jin.
- Nam Ki-ae como Je Soon-ja.
- Lee Dong-jin.
- Kwak Chang-shin.
- Cho Sun-mook.
- Yook Jin-soo.
- Noh Soo-ran.
- Kim Ik-tae.
- Ok Jo-ri.
- Jung Hyun-seok.
- Kim Choo-wol.
- Hwang Jo-ho.
- Lee Tae-geom.
- Hong Hwa-ri.

Apariciones especiales
- Kang Ye-in (Ep. 1).
- Jung Han-bi (Ep 2).
- Jeon Jae-hyung (Ep. 5).
- Hwang Cheol-soon (Ep. 6).

## Recepción

### Audiencia
En Azul la audiencia más baja y en rojo la más alta, correspondientes a las empresas medidoras TNms y AGB Nielsen.
| Ep. #    | Fecha de estreno        | Share        | Share        | Share       | Share       |
| Ep. #    | Fecha de estreno        | TNmS Ratings | TNmS Ratings | AGB Nielsen | AGB Nielsen |
| Ep. #    | Fecha de estreno        | Nacional     | Seúl         | Nacional    | Seúl        |
| -------- | ----------------------- | ------------ | ------------ | ----------- | ----------- |
| 1        | 16 de noviembre de 2015 | 7.4 %        | 8.6 %        | 7.4 %       | 8.1 %       |
| 2        | 17 de noviembre de 2015 | 7.0 %        | 8.7 %        | 8.2 %       | 9.3 %       |
| 3        | 23 de noviembre de 2015 | 7.4 %        | 8.7 %        | 8.4 %       | 9.5 %       |
| 4        | 24 de noviembre de 2015 | 8.1 %        | 9.9 %        | 9.4 %       | 10.5 %      |
| 5        | 30 de noviembre de 2015 | 7.1 %        | 7.7 %        | 8.8 %       | 9.5 %       |
| 6        | 1 de diciembre de 2015  | 7.9 %        | 8.8 %        | 9.7 %       | 10.7 %      |
| 7        | 7 de diciembre de 2015  | 6.6 %        | 7.4 %        | 8.2 %       | 8.8 %       |
| 8        | 8 de diciembre de 2015  | 7.0 %        | 8.5 %        | 9.4 %       | 10.2 %      |
| 9        | 14 de diciembre de 2015 | 7.2 %        | 8.4 %        | 8.7 %       | 9.5 %       |
| 10       | 15 de diciembre de 2015 | 7.4 %        | 7.8 %        | 8.9 %       | 9.8 %       |
| 11       | 21 de diciembre de 2015 | 6.5 %        | 7.2 %        | 8.4 %       | 9.1 %       |
| 12       | 22 de diciembre de 2015 | 6.7 %        | 8.0 %        | 8.6 %       | 9.5 %       |
| 13       | 28 de diciembre de 2015 | 6.7 %        | 7.4 %        | 8.7 %       | 8.8 %       |
| 14       | 29 de diciembre de 2015 | 7.5 %        | 8.5 %        | 9.9 %       | 10.9 %      |
| 15       | 4 de enero de 2016      | 6.7 %        | —            | 8.4 %       | 8.9 %       |
| 16       | 5 de enero de 2016      | 7.5 %        | 7.4 %        | 8.7 %       | 9.0 %       |
| Promedio | Promedio                | 7.2 %        | —            | 8.7 %       | 9.5 %       |

## Premios y nominaciones
| Año  | Premio                | Categoría                                       | Nominado                | Resultado |
| ---- | --------------------- | ----------------------------------------------- | ----------------------- | --------- |
| 2015 | 4th APAN Star Awards  | Premio a la estrella popular, actriz            | Yoo In Young            | Ganador   |
| 2015 | 29th KBS Drama Awards | Premio a la alta excelencia, actor              | So Ji Sub               | Ganador   |
| 2015 | 29th KBS Drama Awards | Premio a la alta excelencia, actriz             | Shin Min Ah             | Nominado  |
| 2015 | 29th KBS Drama Awards | Premio a la excelencia, actor en una miniserie  | So Ji Sub               | Nominado  |
| 2015 | 29th KBS Drama Awards | Premio a la excelencia, actriz en una miniserie | Shin Min Ah             | Ganador   |
| 2015 | 29th KBS Drama Awards | Premio a la popularidad, actor                  | So Ji Sub               | Nominado  |
| 2015 | 29th KBS Drama Awards | Premio a la popularidad, actriz                 | Shin Min Ah             | Nominado  |
| 2015 | 29th KBS Drama Awards | Premio a la mejor pareja                        | So Ji Sub y Shin Min Ah | Ganador   |

## Emisión internacional
- Canadá: OMNI Television.
- Filipinas: GMA Network.
- Hong Kong: TVB Korean Drama y J2.
- Tailandia: Channel 7.
- Taiwán: STAR Chinese Channel.
- Perú: Willax (2018 , 2019 , 2020)
- México: Azteca 7 (2025)